# نصرت‌الملوک کاشانچی
دکتر نصرت الملوک کاشانچی(۱۲۹۳–۱۳۶۹) اولین زن پزشک قانونی ایران بوده و جزء نخستین زنانی بود که موفق به راه‌یابی به دانشگاه و تحصیل در رشته پزشکی گردید.
شخصیت او در سریال شبکه مخفی زنان توسط باران کوثری به تصویر کشیده شد.

## تولد و خانواده
نصرت الملوک کاشانچی فرزند تاجر معروف حاج میرزا علینقی کاشانچی بود. در سال ۱۲۹۳ به دنیا آمد. در سن ۱۴ سالگی و بعد از پایان دوره دبستان به عقد پسرعمویش درآمد که این موضوع به طلاقی زودهنگام انجامید و بعد از آن دکتر کاشانچی دیگر ازدواج نکرد.حاصل این ازدواج پسری به نام علی‌اکبر بود که براثر سرطان و پیش از مادر درگذشت.

## تحصیلات دانشگاهی
او بعد از اتمام دوره دبیرستان ابتدا دوره مامائی را در دانشگاه تهران خواند سپس به برلین و پاریس رفت و تحصیلات خود را در رشته مامایی تکمیل نمود. بعد از مراجعت به ایران وارد دانشگاه تهران شده و در رشته پزشکی موفق به اخذ مدرک دکتر گشت.

## فعالیت‌های حرفه‌ای
نصرت الملوک کاشانچی پس از اخذ مدرک پزشکی اقدام به تأسیس پلی‌کلینیکی تخصصی زنان و مامایی در جنوب تهران و در یکی از املاک پدری کرد و سپس با کمک تجار و خانواده پدری بیمارستان بازرگانان را در خیابان ری پایه‌گذاری کرد.
او سپس به استخدام وزارت دادگستری و پزشکی قانونی درآمد و مسؤولیت نظارت بر ساخت بیمارستان دادگستری بود و ریاست آن برعهده گرفت. او در پزشکی قانونی نیز بخش زنان را پایه‌گذاری کرد.